# Arnold Morel-Fatio
Arnold Morel-Fatio (Rouen, 15 agosto 1813 – Losanna, 10 agosto 1887) è stato uno storico, numismatico e conservatore di museo svizzero, del Canton Vaud.

## Biografia
Nato a Rouen da genitori vaudesi, iniziò gli studi classici a Parigi e a Losanna. Entra nel 1831 nella banca parigina di suo padre e la dirige dal 1849 al 1959. Soddisfatto dei propri affari, si ritira per seguire i suoi interessi di numismatica e storia. Già collezionista affermato, Arnold Morel-Fatio diventa in poco tempo uno specialista riconosciuto in queste discipline e pubblica diversi studi, in particolare una Histoire monétaire de l'Evêché de Lausanne (1879-1887) che è tuttora un punto di riferimento sull'argomento.
Nel 1864, il Consiglio di Stato del Vaud nomina Arnold Morel-Fatio conservatore del Cabinet des Médailles e nel 1866 subentra a Frédéric Troyon come conservatore del Museo archeologico. Avendo lo stesso direttore, le collezioni da allora spesso chiamate come Musée des antiquités et médailles. Al medagliere, Arnold Morel-Fatio dedica i suoi talenti di scienziato nelle tecniche e procedure di scavo, l'identificazione dei pezzi, l'incremento delle collezioni e lo sviluppo della biblioteca senza la quale gli studi non procedono. Generoso, incrementa la biblioteca, come anche le collezioni monetarie con numerosi doni.
Le collezioni del Musée des Antiquités, o Musée archéologique, aumentarono consideravolmente durante questi anni con i ritrovamenti realizzati negli scavi lacustri del lago di Neuchâtel e in quello di Morat.
Fu membro di numerose società scientifiche, autore dei primi lavori scientifici sulla storia monetaria del vescovato di Losanna.

## Pubblicazioni principali
- Monnaies inédites de Dezana, Frinco et Passerano, 1865
- Faux kreutzers de Berne et du Valais fabriqués en Italie, 1866
- Histoire monétaire de Lausanne 1881
- Catalogue raisonné de la collection des deniers mérovingiens des VIIe et VIIIe siècles de la trouvaille du Cimiez donnée au Cabinet des Médailles de la Bibliothèque nationale de France, mise en forme par Arnold Morel-Fatio et publiée par Anatole Chabouillet, 1890 (postumo).